# Ernesto Halffter
Ernesto Halffter Escriche (Madrid, 16 de gener de 1905 - Madrid, 5 de juliol de 1989) va ser un músic espanyol. És considerat el deixeble més genuí de Manuel de Falla.

## Biografia
De talent molt precoç, als 15 anys va compondre la seva primera obra de consideració, que eren tres obres per a piano titulades Crepúsculos, i que van ser estrenades el 1922. Més tard va aconseguir que Salvador Dalí dibuixés el seu autoretrat per a la seva obra Marche Joyeuse.
L'any 1923 coneix Manuel de Falla, ja un músic consagrat, i li mostra la seva música; Falla queda gratament impressionat i l'accepta com a deixeble, un fet fonamental en el desenvolupament posterior de la seva carrera musical. La relació entre mestre i deixeble va ser molt intensa, fins al punt que el 1924, quan Halffter comptava només amb 19 anys, Falla li va confiar la direcció de l'Orquestra Bètica de Cambra de Sevilla, de la qual serà director fins a la seva dissolució.
El 1925, amb la seva obra per a orquestra Sinfonietta, guanya el Premi Nacional de Música d'Espanya, guardó que tornaria a obtenir el 1984. Halffter viatjà a París on continuarà progressant gràcies a la influència de Maurice Ravel i on feu de professor, tenint entre els seus alumnes a Federico Elizalde.
Casat amb la pianista portuguesa Alice Câmara Santos, va mantenir un interès especial per la música popular de Portugal, on va residir durant llargs períodes. Per aquest motiu se'l coneix com el "Halffter portuguès" en contrast amb el seu germà Rodolfo, que era anomenat el "Halffter mexicà".

## Obra
És autor de nombroses obres per a orquestra, així com per a instruments solistes. Va compondre, a més, ballets i nombroses bandes sonores de pel·lícules. El 1946, a la mort de Falla, els seus hereus li proposen d'acabar la cantata que havia deixat inacabada, Atlàntida, que Ernesto Halffter completà i estrenà el 1962.

### Llista d'obres
- Hommages: petite suite pour trio (1922)
- Sinfonietta
- Dos canciones (1927)
- L'hiver de l'enfance (1928-34)
- Canciones del niño de cristal (1931-34)
- Canzone e pastorella per a violoncel i piano (1934)
- Amanecer en los jardines de España (1937)
- Señora (1938)
- Rapsodia portuguesa per a piano i orquestra (1939)
- Seis canciones portuguesas (1940-41)
- Cançao de Berco (1940-41)
- Canto inca (1944)
- Seguidilla caselera (1945)
- Canción de Dorotea (1947)
- Fantasía española per a violoncel i piano (1952)
- Atlàntida (acabant l'obra de Falla: 1961) (revisió, 1976)
- Canticum (1964)
- Psalmi (1967)
- Concerto per a guitarra i orquestra (1969)
- Madrigalesca per a guitarra (1969)
- Homage a Salvador Dalí per a trompetes, percussió, tenor, piano i cor mixt (1974)
- Pregón (1974)
- Sonatina, ballet d'un sol acte